# Matthew Polenzani
Matthew Polenzani (* 23. August 1968 in Evanston, Illinois) ist ein US-amerikanischer Opernsänger in der Stimmlage Tenor. Sein internationales Wirken führte ihn in großen Rollen des lyrischen Tenorfachs an Opernhäuser wie die Metropolitan Opera New York, das Royal Opera House London, die Bayerische Staatsoper München, die Lyric Opera of Chicago und die Wiener Staatsoper. Als Liedsänger wirkt er mit dem Pianisten Julius Drake zusammen.

## Leben und Wirken
Polenzani studierte zunächst an der Eastern Illinois University, zunächst mit dem Ziel, Chorleiter und Musiklehrer zu werden. Nach einem Meisterkurs bei dem Bassbariton Alan Held entschied er sich dann für ein Gesangsstudium an der Yale School of Music und erwarb dort 1994 den Masterabschluss. Anschließend nahm er am Nachwuchsprogramm der Lyric Opera of Chicago teil und gab 1997 sein Debüt an der Metropolitan Opera New York, wo er seither in jeder Spielzeit mitwirkte und zahlreiche große Rollen darstellte. Beginnend mit einem Engagement an der Opéra National de Bordeaux im Jahr 1998 gastierte er auch an bekannten Opernhäusern Europas.
Die von Polenzani verkörperten Rollen sind zum größten Teil dem Stimmfach Lyrischer Tenor zuzuordnen. Er wurde vor allem als Mozartinterpret sowie durch Rollen des italienischen Belcantofachs und damit verwandte französische Partien bekannt. Erst in jüngerer Zeit, etwa ab 2019 als Don José in Carmen, trat er auch als Jugendlicher Heldentenor in Erscheinung. Er kommt jedoch immer wieder, wie im Jahr 2021 als Idomeneo bei den Münchner Opernfestspielen und als Nemorino in L’elisir d’amore an der Pariser Oper, auf lyrische Rollen zurück, die er weiterhin in seinem Repertoire halten möchte.

### Opernrollen und Engagements (Auswahl)
| Debüt in | Rolle                                    | |
| -------- | ---------------------------------------- | --- |
| 1997     | Boyar Kruschov (Boris Godunov)           | Metropolitan Opera New York |
| 1998     | Gérald (Lakmé)                           | Opéra National de Bordeaux |
|          | Graf Almaviva (Il barbiere die Siviglia) | Bayerische Staatsoper München (Mai 2002) |
|          | Nemorino (L'elisir d'amore)              | - Bayerische Staatsoper (Mai 2011) - Metropolitan Opera (Jan. 2018)                                                                                  |
|          | Tebaldo (I Capuleti e i Montecchi)       | Bayerische Staatsoper (Juni 2014) |
|          | Tamino (Die Zauberflöte)                 | - Bayerische Staatsoper (Juni 2015) - Lyric Opera of Chicago (Dez.2016)                                                                              |
|          | Werther (Werther)                        | Bayerische Staatsoper (Okt. 2015) |
|          | Don Ottavio (Don Giovanni)               | Metropolitan Opera (Sep. 2016) |
|          | Fernand (La Favorite)                    | Bayerische Staatsoper (Okt. 2016) |
|          | Rodolfo (La Bohème)                      | - Bayerische Staatsoper (Nov. 2016) - Royal Opera House, London (Sep. 2017) - Teatro Massimo di Palermo (Dez. 2018) - Metropolitan Opera (Okt. 2019) |
|          | Idomeneo (Idomeneo)                      | - Metropolitan Opera (März 2017) - Lyric Opera of Chicago (Okt. 2018)                                                                                |
|          | Nadir (Les pêcheurs de perles)           | Lyric Opera of Chicago (Nov. 2017) |
| 2017-10  | Duca di Mantua (Rigoletto)               | - Lyric Opera of Chicago (Okt. 2017) - Metropolitan Opera (Feb. 2019)                                                                                |
| 2018-04  | Rodolfo (Luisa Miller)                   | Opernhaus Zürich |
| 2019-01  | Vaudémont (Jolanthe)                     | Metropolitan Opera |
| 2019-03  | Tito (La clemenza di Tito)               | Metropolitan Opera |
| 2019-06  | Don José (Carmen)                        | - San Francisco Opera - Bayerische Staatsoper (Jan. 2020)                                                                                            |
| 2019-09  | Macduff (Macbeth)                        | Metropolitan Opera |
| 2022-02  | Don Carlos (Don Carlos)                  | Metropolitan Opera |
| 2022-09  | Giasone (Medea)                          | Metropolitan Opera |

## Preise und Auszeichnungen
- Richard Tucker Award (2004)
- The Metropolitan Opera’s Beverly Sills Artist Award (2008)
- Opera News Award (2017)

## Diskografie (Auswahl)

### DVD/Blu-ray
- Gaetano Donizetti: Don Pasquale mit Anna Netrebko als Norina und Matthew Polenzani als Ernesto. Metropolitan Opera Orchestra, James Levine. Deutsche Grammophon, 2010
- Gaetano Donizetti: Maria Stuarda mit Joyce di Donato in der Titelrolle, Elza van den Heever als Queen Elizabeth, Matthew Polenzani als Robert. Metropolitan Opera Orchestra, Maurizio Benini. Erato 2012
- Gaetano Donizetti: La Favorita mit Elīna Garanča als Léonor de Guzman und Matthew Polenzani als Fernand. Bayerisches Staatsorchester, Karel Mark Chichon. Deutsche Grammophon, 2016
- Georges Bizet: Les pecheurs de perles mit Diana Damrau als Leila und Matthew Polenzani als Nadir. Metropolitan Opera Orchestra, Gianandrea Noseda. Erato, 2016

### CD
- Franz Liszt: Sämtliche Lieder Vol.1. Matthew Polenzani, Tenor, Julius Drake, Klavier. Hyperion, 2010
- Matthew Polenzani singt Lieder (Schubert, Beethoven, Britten, Hahn). Julius Drake, Klavier. Wigmore Hall Live, 2011